# John Lordan
John Charles Lordan (ou Lorden), né le 30 juin 1874 ou 29 juin 1876 et mort en 1948 ou après, est un coureur de fond américain qui a remporté le Marathon de Boston en 1903 et participé au marathon masculin aux Jeux olympiques d'été de 1904 à Saint-Louis, dans le Missouri,.

## Jeunesse
Il est né à Bandon, dans le comté de Cork, en Irlande, et est donc un immigrant irlandais vers les Etats-Unis. Lordan est ensuite formé par son compatriote Tad Gormley.

## Course de fond
Après avoir terminé cinquième en 1901 et troisième en 1902, Lordan termine devant Sammy Mellor et Michael Spring pour remporter le Marathon de Boston 1903 avec un temps de 2:41:29.
Aux Jeux olympiques de 1904, le marathon se déroule dans des conditions très difficiles et il aurait commencé à vomir dès le premier kilomètre de la course. Il ne termine finalement pas la compétition. L'année suivante, il participe à nouveau au marathon de Boston mais termine douzième en 2:57:51.
Le 18 août 1909, Lordan court un marathon à Saint-Jean de Terre-Neuve contre son ancien coéquipier et champion du marathon de Boston de 1898 Ronald MacDonald sur une piste de six tours au mille au St. Bonaventure College devant 3 000 spectateurs. MacDonald a quatre tours de retard à la marque des vingt milles lorsque Lorden est pris d'un coup de fatigue. Finalement, MacDonald termine avec 40 yards et dix secondes d'avance sur Lorden, en 3h07'50'' sur 25 milles (40 km).
En dehors des courses, il travaille comme agent maritime pour une entreprise manufacturière à Cambridge. Il s'entraînait ainsi uniquement la nuit en raison de son travail.

## Postérité
Un monument est érigé dans sa ville natale, Bandon, dans le comté de Cork, pour commémorer sa victoire au Marathon de Boston en 1903.